# Robert Morris (författare)
Robert Morris, född 1703 i Twickenham, död 1754,, var en av de mest inflytelserika engelska sjuttonhundratalsskribenterna inom arkitektur. Hans mönsterbok har identifierats som huvudkällorna till utformningen av ett flertal betydande hus i det koloniala Amerika, bland andra Brandon (påbörjat 1765) i Prince George County, Virginia, och Battersea (påbörjat 1768) i Petersburg, Virginia.